# Cœur néolithique des Orcades
Le cœur néolithique des Orcades est un site du patrimoine mondial au Royaume-Uni. Il regroupe quatre sites néolithiques aux Orcades, un archipel au nord-est de l'Écosse. L'inscription a été effectuée en 1999.

## Inscription
Dans le courant des années 1980[Quand ?], le Royaume-Uni inscrit sur sa liste indicative l'ensemble formé par les pierres levées de Stenness, le cercle de Brodgar et le cairn de Maeshowe. Le processus d'inscription au patrimoine mondial prend plus d'une décennie. Après une inspection finale au printemps 1999, l'ICOMOS approuve le concept, mais regrette l'absence du site de Skara Brae dans le dossier. Ce site est finalement inclus et l'ensemble est accepté fin novembre 1999, lors de la 23e session du Comité, sous le nom de « Cœur néolithique des Orcades ».
En 2008, l'UNESCO exprime des inquiétudes au sujet d'un projet de construction de trois éoliennes de 72 m de hauteur au nord-ouest des pierres de Stenness.
En 2015, les limites du bien sont légèrement modifiées.
En 2019, un rapport évalue la vulnérabilité du bien au réchauffement climatique. Ce rapport, réalisé entre autres par Historic Environment Scotland et le conseil des Orcades (en), conclut que l'intégralité du site protégé, particulièrement Skara Brae, est extrêmement vulnérable au changement climatique, en particulier à cause de la montée du niveau de la mer et l'accroissement des précipitations. Il souligne le risque de destruction partielle de Skara Brae en cas d'orage inhabituellement violent.

## Sites

### Liste
L'inscription comprend quatre sites distincts, regroupés dans deux zones tampons. La superficie totale des sites inscrits atteint 0,153 km2, celle des zones tampons, 62,58 km2. Le Cœur néolithique des Orcades répond aux critères (i) à (iv) de la Convention du patrimoine mondial.
| Référence  | Site                | Notes | Superficie (ha) | Zone tampon (ha) | Coordonnées                        | Illus. |
| ---------- | ------------------- | --- | --------------- | ---------------- | ---------------------------------- | ------ |
| 514bis-001 | Maes Howe           | Un unique cairn dolménique et tombe à couloir, alignée de telle façon que la chambre centrale est illuminée lors du solstice d'hiver. Pillée par les Vikings qui y ont gravé une des plus grandes collections d'inscriptions runiques au monde. | 1               | 4 638            | 58° 59′ 37″ nord, 3° 11′ 20″ ouest |        |
| 514bis-002 | Pierres de Stenness | Les quatre mégalithes restant d'un henge, le plus grand mesurant 6 m de hauteur, | 0,8             | 4 638            | 58° 59′ 29″ nord, 3° 12′ 28″ ouest |        |
| 514bis-003 | Cercle de Brodgar   | Un cercle de pierre de 104 m de diamètre, à l'origine constitué de 60 pierres à l'intérieur d'un fossé de 3 m de profondeur et de 10 m de large, formant un henge. Sa construction a été estimée à 80 000 heures-hommes,.                       | 13              | 4 638            | 58° 59′ 58″ nord, 3° 13′ 44″ ouest |        |
| 514bis-004 | Skara Brae          | Un ensemble de huit maisons, constituant le village néolithique le mieux préservé en Europe du Nord. | 0,5             | 1 620            | 59° 02′ 46″ nord, 3° 20′ 36″ ouest |        |

Les quatre sites sont situés sur Mainland, la plus grande île de l'archipel des Orcades. Les trois premiers se trouvent sur les péninsules de Brodgar et de Stenness, sur la côte sud du loch de Harray. Le village de Skara Brae est situé sur la côte occidentale de l'île, à moins de 10 km des trois autres.
L'archipel compte également de nombreux sites funéraires, cérémoniels et d'établissements non encore fouillés. L'ensemble témoigne de l'importante vie communautaire et culturelle développée il y a 5 000 ans. En particulier, le Ness of Brodgar, un site archéologique situé entre le cercle de Brodgar et les pierres de Stenness, a fourni des traces de constructions, des plaques de pierre décorées, un mur de pierre massif avec des fondations et un grand bâtiment décrit comme une « cathédrale, ». Bien qu'il ne fasse pas partie du site inscrit au patrimoine mondial, il a « grandement contribué à notre connaissance [de celui-ci] », selon Historic Scotland, l'agence écossaise qui gère le site.

### Cartographie
| \| Skara Brae Cercle de Brodgar Pierres levées de Stenness Maeshowe \| Localisation des sites classés. |
| Skara Brae Cercle de Brodgar Pierres levées de Stenness Maeshowe                                       |

### Documentaire
- Orcades, un pèlerinage néolithique, dans la série Enquêtes archéologiques. France, 2016, 27 min. Réalisation : Agnès Molia, Raphaël Licandro  . Coproduction : ARTE France, diffusé sur arte [présentation en ligne].